# 수색증산뉴타운
수색증산뉴타운(Susaek Jeungsan Newtown)은 서울특별시 은평구 수색동, 증산동 일원에 조성중인 뉴타운 사업 도시이다.

## 연혁
- 2017년: 수색증산뉴타운 사업 시작
- 2023년 7월: 뉴타운 지정이 해제된 구역을 제외한 전체 단지 완공 및 입주 예정

## 거주 시설
| 단지명                    | 건설사                            | 시행사                                     | 주소                 | 입주        | 비고              |
| ------------------------- | --------------------------------- | ------------------------------------------ | -------------------- | ----------- | ----------------- |
| DMC 센트럴자이            | 지에스건설㈜                      | 증산2재정비촉진구역 주택재개발정비사업조합 | 은평구 수색로 200    | 2022년 3월  | 증산2구역 재개발  |
| DMC 파인시티자이          | 지에스건설㈜                      | 수색6재정비촉진구역 주택재개발정비사업조합 | 은평구 은평터널로 15 | 2023년 7월  | 수색6구역 재개발  |
| DMC 아트포레자이          | 지에스건설㈜                      | 수색7재정비축진구역 주택재개발정비사업조합 | 은평구 은평터널로 27 | 2023년 6월  | 수색7구역 재개발  |
| DMC SK VIEW               | 에스케이에코플랜트㈜              | 수색9재정비촉진구역 주택재개발정비사업조합 | 은평구 수색로 216    | 2021년 10월 | 수색9구역 재개발  |
| DMC SK VIEW 아이파크 포레 | 에스케이에코플랜트㈜ 현대산업개발 | 수색13재정비촉진구역 주택재개발정비조합    | 은평구 수색로 322    | 2023년 8월  | 수색13구역 재개발 |
| DMC 롯데캐슬 더 퍼스트    | 롯데건설                          | 수색4재정비촉진구역 주택재개발정비사업조합 | 은평구 수색로 300    | 2020년 7월  | 수색4구역 재개발  |

## 특징
증산4구역은 2019년 대법원에서 일몰제 처분을 내려 뉴타운 지구에서 해제되었지만, 정부의 2·4 대책에 따라 추진중인 도심 공공주택 복합개발 사업 1호 사업지로 지정될 예정이다.
수색14구역은 2016년 뉴타운 지구에서 해제되었지만, 증산4구역과 마찬가지로 정부의 2·4 대책에 따라 추진중인 도심 공공주택 복합개발 사업 후보지로 지정되었다.

## 주변 교통
- 수색로
- 증산로
- 가양대로
- ● 수도권 전철 경의·중앙선 수색역
- ● 수도권 전철 경의·중앙선, ● 서울 지하철 6호선, ● 인천국제공항철도 디지털미디어시티역
- ● 서울 지하철 6호선 증산역

## 교육 시설
- 서울수색초등학교 (1935년 4월 1일 개교)
- 서울증산초등학교 (1976년 11월 26일 개교)
- 증산중학교 (1986년 개교)